# Château de Stein
Pour l’article homonyme, voir Château de Stein (Reichersberg).
Le château de Stein, appelé en allemand Schloss Stein ou Ruine Stein, est un château situé sur le territoire de la commune argovienne de Baden, en Suisse.

## Histoire
La date précise de construction (vraisemblablement avant l'an 1000) et l'origine du château, bâti sur un éperon rocheux qui surplombe la ville de Baden, ne sont pas connus avec précision. À la fin du XIe siècle, il passe sous le contrôle de la famille de Lenzburg dont les descendants se font appeler comtes de Baden. À l'extinction de la lignée en 1172, la seigneurie passe entre les mains de la maison de Kybourg, puis des Habsbourg en 1263. À cette époque, le château est habité par un bailli et devient le centre administratif et d'archive de la région de l'Autriche antérieure.
En 1415, sur ordre de l'empereur Sigismond Ier du Saint-Empire les confédérés envahissent l'Argovie pour confisquer les terres du comte Frédéric IV d'Autriche, mis au ban de l'empire pour avoir soutenu l'antipape Jean XXIII. Alors que la plupart des châteaux et de villes se rendent sans combattre, le gouverneur local de Stein va opposer une résistance farouche. Les Suisses dressent le siège de la ville et du château le 25 avril. Le 3 mai, les défenseurs abandonnent la ville et se réfugient au château. Le 11, une trêve est signée, suivie 7 jours plus tard par la reddition des Autrichiens. Les confédérés rasant alors le château de Stein malgré l'opposition impériale et transfèrent les archives des Habsbourg à Lucerne ; elles ne seront restituées qu'en 1474.
Après la défaite des cantons réformés lors de la première bataille de Villmergen en 1655, la ville de Baden lance un projet de reconstruction de la forteresse : l'architecte Gregor Allhelg est chargé d'en élaborer les plans, l'ingénieur Franz Martin Gump est nommé par le conseil municipal et les travaux commencent à la fin de l'année 1657 avec des financements privés. La ville de Zurich proteste alors contre ce qu'elle considère comme une violation du traité de paix signée le 7 mai 1656 et prend des sanctions économiques contre la ville. Devant le manque de soutien des alliés, Baden termine les travaux en 1670 et en profite pour faire confirmer son statut de ville libre d'Empire. Pendant la seconde bataille de Villmergen, la garnison du château se rend le 31 mai 1712, à la suite des dommages infligés à la ville par l'artillerie lourde zurichoise. Les vainqueurs détruisent alors une grande partie du nouveau château dont les pierres sont utilisés pour construire, au nord de la vieille ville, une nouvelle église réformée.
Ainsi, pendant les décennies suivantes, le site servira de carrière de pierre avant de devenir, depuis 1837, une attraction touristique populaire. Tombée en désuétude au fil du temps, la tour de guet fut rénovée en 1947 et rendue accessible par un escalier en colimaçon. En 1998, le site, inscrit comme bien culturel d'importance nationale a fait l'objet d'une rénovation à grande échelle.

## Source
- (de) Cet article est partiellement ou en totalité issu de l’article de Wikipédia en allemand intitulé « Ruine Stein » (voir la liste des auteurs).